# داکتینومایسین
داکتینومایسین (به انگلیسی: Dactinomycin)
رده درمانی:داروهای درمان نئوپلاسم.
اشکال دارویی: آمپول
داکتینومایسین (Dactinomycin) که با نام اکتینومایسین D نیز شناخته می‌شود برای شیمی درمانی و مداوای بیماران مبتلا به سرطان‌های مختلفی مانند تومور ویلمز، سارکوم یوئینگ، سرطان بیضه، تومور عضلات (رابدومیوسارکوم)، نئوپلازی تروفوبلاستیک جنینی و برخی از انواع سرطان تخمدان استفاده می‌شود. این دارو به صورت تزریق وریدی مصرف شده و پس از ورود به سلول‌ها مانع از تشکیل آران‌ای در سلول‌ها و در نتیجه مانع از تکثیر سلول‌های سرطانی می‌شود. مجوز استفادهٔ پزشکی از داکتینومایسین برای نخستین بار در سال ۱۹۶۴ در ایالات متحده صادر شد و این دارو در حال حاضر در فهرست داروهای ضروری سازمان جهانی بهداشت قرار دارد.
البته گاه به عنوان آنتی‌بیوتیک با اثر باکتریواستاتیک بر روی برخی باکتری‌های گرم منفی، گرم مثبت و برخی قارچ‌ها نیز به کار می‌رود.

## موارد مصرف
بیماری تروفوبلاستیک بارداری
تومور ویلمز
سارکوم یوئینگ
مول هیداتی‌فرم

## عملکرد
داکتینومایسین اولین آنتی‌بیوتیک مؤثر در درمان سرطان است که کشف شده‌است. این دارو با پیوند به DNA موجب مهار رونویسی آن می‌شود.

## عوارض جانبی
اصولاً داروهای شیمی درمانی پرعارضه اند و عارضه اصلی این دارو اختلالات خونی، سلولیت، تورم پوست، تاول پوستی، زردی، خستگی، ضعف عمومی، تب و درد عضلانی، زخم دهان است.